# イオンタウン松本村井
イオンタウン松本村井（イオンタウンまつもとむらい、ÆON TOWN MATSUMOTO MURAI）は、長野県松本市村井町南にあるネイバーフッド型ショッピングセンター（NSC）である。開発はイオンリテール、運営はイオンタウンが行っている。
開発にサンリツが関与していることや、建物設置者がサンリツであるため、サンリツプラザ松本とも呼ばれる。特に長野県報などの公的機関の文書に見られる。

## 概要
オープンモール型の郊外型店で、マックスバリュ松本村井店を核としたイオンタウン形式をとっていた。開店当時、松本市内にはすでにジャスコを核としたショッピングセンターが2店、イトーヨーカドーなどのセブン&アイ系のショッピングセンターが2店あり、市場が飽和状態（オーバーストア）となっていたため、ジャスコが核のショッピングセンターよりやや規模の小さい、イオンタウン形式（マックスバリュが核）となった。
2011年5月14日にマックスバリュからザ・ビッグに業態転換された。
2022年12月、南隣のセイコーエプソン村井事業所跡地に敷地を拡大して新たなテナント棟を増築。新棟に核店舗のザ・ビッグが移転し、リニューアルオープンした。

## 周辺施設
- 国立病院機構まつもと医療センター[独自研究?]
- 松本流通業務団地[独自研究?]
- 松本国際高等学校[独自研究?]
- 長野県田川高等学校[独自研究?]
- 芳川公園[独自研究?]

## 交通手段
- JR東日本 篠ノ井線 村井駅
- アルピコ交通（通称・松本電鉄バス）及び塩尻市地域振興バスの「まつもと医療センター」バス停。